# Obie Trice
Obie Trice III (Detroit, Michigan, Estats Units, 14 de novembre de 1977) és un raper estatunidenc.
Fill d'Eleanor Trice, mare soltera. El 5 d'octubre de 1998 va néixer la Kobie, la seva filla. Obie Trice va començar a rapejar amb només 11 anys. Va tenir una sèrie d'èxits underground com "Respect", "My Club", "Dope Jobs Homeless", i "The Well Known Asshole" abans que l'any 2000 signés pel segell discogràfic Shady Records (creat per Eminem).
Fa servir el seu propi nom de naixement per actuar, és per això que no té cap nom artístic de rap. "That’s why I ain’t got no rap name"

## Biografia
Obie Trice va ser criat al West Side de Detroit per la seva mare, junt amb tres germans. Quan tenia 11 anys la seva mare li va regalar un karaoke, i ell el va fer servir per rimar sobre intrumentals d'artistes com la banda californiana de hip-hop N.W.A.. Als 14 anys ja assistia a batalles de rap que s'anunciaven a Detroit, incloent la Hip Hop Shop on l'Obie hi va fer el següent comentari:
"Hi havia un lloc anomenat la Hip Hop Shop. Hi anàvem els dissabtes a la tarda per les batalles de rap, presentades per Proof de D12. Tenia una resposta cada cop que hi anava. Llavors és quan vaig dir: D'acord, em vull introduir en aquesta música. De debò, no estava planejat".
L'Obie començaria sota el nom Obie 1 en aquella època, però quan va conèixer en Proof per primera vegada (que estava a punt d'introduir-lo en la Hip Hop Shop) li va preguntar: Quin és el teu nom? El teu nom real, sense trucs publicitaris. A partir d'aquell moment va ser presentat com a Obie Trice, i ha mantingut el seu nom real i nom artístic des que l'Obie va ser conèixer a l'Eminem a través d'en Bizarre, un membre de D12.
La primera aparició al mercat de l'Obie va ser en el primer àlbum de D12, anomenat Devil’s Night (2001), on li van reservar una pista d'un minut per demostrar del que era capaç.
Però el que realment el va donar a conèixer a nivell mundial va ser el fet d'aparèixer en el tercer àlbum de l'Eminem, titulat The Eminem Show. Justament menciona el seu nom al principi de la cançó del single que porta per nom "Without Me", quan diu "Obie Trice: real name, no gimmicks." (Obie Trice: nom real, sense trucs publicitaris). Aquest tema també té vídeoclip, i l'Obie hi apareix tant en el principi com cap al final quan l'Eminem està imitant en Moby i posteriorment diu "Nobody listens to techno, now let’s go." En aquest mateix disc de l'Eminem, l'Obie col·labora en el tema "Drips".
Per altra banda, l'any 2003 enregistra l'oficial Mixtape Invasion de Shady Records del DJ Green Lantern.
Totes aquestes aportacions van permetre que augmentés el seu reconeixement entre el públic.
És conegut pel seu estil de rap polifacètic i per la seva veu inconfusible amb unes rimes hàbils, marcant les vocals i pronunciant d'una manera espectacular.
El 2002, va aparèixer a la pel·lícula "8 Mile". Interpreta un dels rappers que està involucrat en una batalla verbal de rap. L'Obie també ha sortit en escena com a Big Pimpin’ a "Life Goes On (2006)" un film independent fet a Detroit, el qual va ser premiat en el Festival Internacional de Cinema de Canes, el maig de 2006.
Poc abans que es publiqués el primer Mixtape Invasion, l'Obie es va involucrar en una rivalitat (beef) entre Benzino i Eminem, després que en Benzino digués a l'Obie en una línea: "Obie Trice/You’s a buster", titllant-lo de perdedor mentre rimava en una diss-track (pista ofensiva de rap) dirigida a l'Eminem i Shady Records. En resposta cap a Benzino, l'Obie va publicar el tema "Welcome to Detroit City" (una pista sobre el ritme de la cançó "Welcome to New York City" de Cam’ron) en el primer Mixtape Invasion.
També ha ajuntat els seus col·legues de segell en el conegut beef entre 50 Cent i Ja Rule, que surt en el "Go To Sleep" de DMX, però mai va rebre resposta de part d'en Ja Rule.

El seu àlbum de debut és Cheers, publicat el 23 de setembre de 2003, amb el seu primer single "Got Some Teeth" essent ben reconegut a la ràdio per diferents països. També va editar les cançons "Don’t Come Down" i "The Set Up". El disc té 17 pistes amb productors com Eminem, Dr. Dre, Timbaland, Mike Elizondo, Emile, Fredwreck i Kon Artis. Els artistes que hi participen són Busta Rhymes, Eminem, 50 Cent, Lloyd Banks, Dr. Dre, Nate Dogg i D12 entre d'altres. Aquest àlbum finalment va guanyar el disc de platí.
El 31 de desembre de 2005, l'Obie Trice va ser disparat dos cops mentre conduïa per una autopista de Detroit. Una de les bales li va entrar en el cap. L'Obie va ser capaç de sortir de l'autopista, on la seva novia va fer parar la policia. Posteriorment, va ser traslladat a l'hospital, i va ser donat d'alta l'endemà. Els professionals mèdics encara estaven contemplant si havien de moure la bala o no, la qual va entrar en el seu cap, i podria ser massa perillós d'operar.

El mateix any va començar a treballar en el seu segon àlbum, titulat Second Round’s On Me que estava previst que sortís el 2005, però finalment va ser publicat el 15 d'agost de 2006.
Poc després que el seu company de segell Proof (membre de D12) fos matat per ser disparat per un membre de seguretat d'un club de billar de Detroit, va sorgir el tema "Ride Wit Me", que va ser dedicat a en Proof.
L'Obie Trice que havia estat a prop d'acabar com ell, va pronunciar unes paraules enmig del funeral d'en Proof, adreçant-se al problema de la violència entre negres:
"Vull parlar als negres aquí que s'acosten al barri a buscar lluita i problemes. Ens estem matant entre nosaltres, negre. I no és per res. Res. Res! Ens estem morint, un altre cop, negres".
No obstant això, a pesar d'aquesta afirmació, el seu segon àlbum retorna amb temes masclistes i violents. En el single "Cry Now", l'Obie es dirigeix en el tret que va rebre i en el rumor de la retirada professional de l'Eminem: "Rock City is my voice / The white boy has stepped down / So I will accept the crown."
Seguint la publicació de Second Round’s On Me, l'Obie va editar un Mixtape anomenat Bar Shots amb el DJ Whoo Kid de G-Unit.

## Discografia
| - Cheers (2003) 1. Average Man 2. Cheers 3. Got Some Teeth 4. Lady (feat. Eminem) 5. Don't Come Down 6. The Set Up (feat. Nate Dogg) 7. Bad Bitch 8. Shit Hits The Fan (feat. Dr. Dre) 9. Follow my life 10. We All Die One Day (feat. 50 Cent, Lloyd Banks of G-Unit and Eminem) 11. Spread yo shit (feat. Kon Artis of D12) 12. Look In My Eyes (feat. Nate Dogg) 13. Hands On You (feat. Eminem) 14. Hoodrats 15. Oh! (feat. Busta Rhymes) 16. Never forget ya 17. Outro (feat. D12 and Eminem) - Second Round’s On Me (2006) 1. Intro 2. Wake Up 3. Violent 4. Wanna Know 5. Lay Down 6. Snitch (feat. Akon) 7. Cry Now 8. Ballad Of Obie Trice 9. Jamaican Girl (feat. Brick and Lace) 10. Kill Me A Mutha 11. Out Of State 12. All Of My Life (feat. Nate Dogg) 13. Ghetto (feat. Trey Songz) 14. There They Go (feat. Big Herk, Eminem and Trick Trick) 15. Mama (feat. Trey Songz) 16. 24s 17. Every Where I Go (feat. 50 Cent) 18. Obie Story - Bottoms Up (2012) 1. Bottoms Up / Intro 2. Going No Where 3. Dear Lord 4. I Pretend 5. Richard (feat. Eminem) 6. BME Up 7. Battle Cry (feat. Adrian Rezza) 8. Secrets 9. Spill My Drink 10. Spend The Day (feat. Drey Skonie) 11. Petty 12. My Time 13. Ups And Downs 14. Hell Yea 15. Crazy (feat. MC Breed) 16. Lebron On | - The Bar Is Open – Hosted by DJ Green Lantern (2003) - Bar Shots – DJ Whoo Kid (2006) - The Most Under Rated - Hosted by DJ Whoo Kid (2007) - Watch The Chrome - DJ Whoo Kid (2012) - Bottoms Up The Mixtape (2012) - 2003: "Got Some Teeth"/"Shit Hits The Fan" - Cheers - 2004: "The Set Up (featuring Nate Dogg)" - Cheers - 2004: "Don't Come Down" - Cheers - 2006: "Snitch" (featuring Akon) - Second Round's On Me - 2006: "Cry Now" - Second Round's On Me - 2006: "Jamaican Girl" - Second Round's On Me - 2010: "My Time 2011" - Bottoms Up - 2011: "Keep Me / Love Me" - Bottoms Up (primer single oficial del disc) - 2011: "Battle Cry" - Bottoms Up - "Doe Ray Me" D12 and Obie Trice - "Love Me" Eminem, 50 Cent and Obie Trice - "Drips" Eminem and Obie Trice - "Spend Some Time" Eminem, 50 Cent, Stat Quo and Obie Trice - "Adrenaline Rush" Obie Trice - "Fok de Macht" The Opposites and Obie Trice - "Loyalty" D12 and Obie Trice - "Doctor Doctor" Bizarre and Obie Trice - "72nd & Central" Proof, J-Hill and Obie Trice - "Stay Bout It" Obie Trice and Stat Quo - "Growing Up in the Hood" The Game and Obie Trice - "Hennessey" 2Pac and Obie Trice - "Drama Setter" Tony Yayo, Eminem, and Obie Trice - "War" Trick Trick and Obie Trice - "Hustler" 50 Cent and Obie Trice - "Get That Money" 50 Cent, Obie Trice, and Lloyd Banks - "Get That Money (remix)" 50 Cent, Obie Trice, Lloyd Banks, and Krondon - "Situations" King Gordy and Obie Trice - "Go To Sleep" Eminem, Obie Trice, and DMX - "I'm Gone" Eminem, Obie Trice, and DJ KaySlay - "Look At Me Now (remix)" Akon and Obie Trice - "Fire" Ray Ray and Obie Trice - "They Wanna Kill Me" Obie Trice and Morgan Eastwood - "It Has Been Said" The Notorious B.I.G., Diddy, Eminem and Obie Trice - "Gallery" Mario Vazquez ft. Obie Trice - Eminem Presents The Re-Up Àlbum (2006) - "We're Back" Eminem, Obie Trice, Stat Quo, Bobby Creekwater and Ca$his - "Pistol, Pistol (remix)" Obie Trice - "We Ride For Shady" Obie Trice and Ca$his - "Cry Now (Shady remix)" Obie Trice, Kuniva Of D12, Bobby Creekwater, Ca$his and Stat Quo |